# 스콧 트래비스

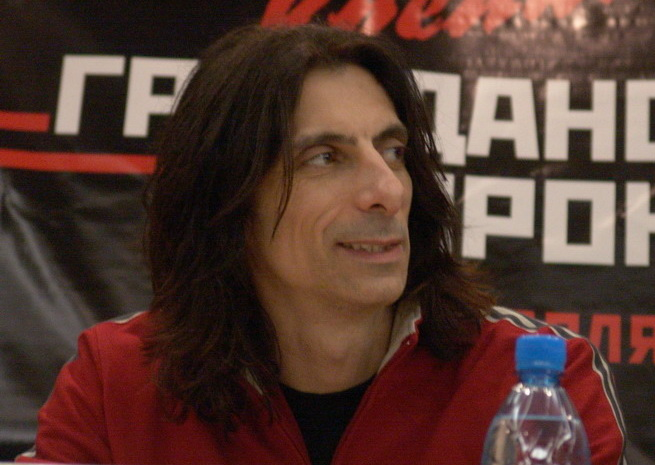
2004년 모스크바의 스콧 트라비스.

마크 스콧 트래비스(Mark Scott Travis, 1961년 9월 6일~ )는 주다스 프리스트의 드러머이다.